# Четничке јединице Југословенске војске
Четничке јединице Југословенске војске су биле јединице намењена за герилско ратовање. Формиране су 8. маја 1940. године. Од 10. јула 1940. до користио се назив „јуришне” уместо „четничке”, да би 1. априла 1941. поново враћен стари назив. Биле су у саставу Четничке команде са седиштем у Новом Саду, која је била директно потчињена Министру војске и морнарице. Било је формирано седам четничких батаљона, на територију сваке армијске области је био дислоциран по један батаљон, али су били предвиђени за самостално дејство, ван састава армија. У краткотрајном Априлском рату неки четнички батаљони су постигли одређене успехе, али су на крају поделили судбину осталих јединица Југословенске војске, које су капитулирале 17. априла 1941. године.
Ове јединице нису имале никакве везе са међуратним четничким организацијама, нити са покретом Драгољуба Михаиловића, али је стари четнички симбол (мртвачка глава са укрштеним костима) био амблем ових јединица.

## Настанак
Војна доктрина Југословенске војске темељила се на искуствима Српске војске из Балканских ратова и Првог светског рата. Промена војно-политичке ситуације у Европи, пропаст Мале Антанте и аншлус Аустрије од стране нацистичке Немачке, присилили су југословенски генералштаб на промене ратних планова.
Немачка је демонстрирала потпуно нова начела ратовања, са масовном применом и брзим продорима оклопно-механизованих и моторизованих јединица, уз снажну подршку ваздухопловства. Југословенска војска није била спремна за овакав начин ратовања. Имала је само један батаљон модерних тенкова и око 800 противоклопних топова. Окупацијом Чехословачке и избијањем рата у Европи, могућности за набавку модерног оружја су биле веома ограничене.
У таквој ситуацији, нови ратни планови су предвиђали одбрану граничних фронтова уз постепено повлачење према планинским пределима у унутрашњости земље (линија Уна-Сава-Дунав) уз употребу герилских јединица на привремено окупираним територијама. Каснији планови (Р-40, Р-41) који су донети ради промене војно-политичке ситуације на јужним границама (окупација Албаније, напад на Грчку, приближавање Бугарске нацистичкој Немачкој) такође су предвиђали употребу герилских јединица у непријатељској позадини.
У таквој ситуацији, министар војске и морнарице, армијски генерал Милан Недић 8. маја 1940. године доноси Уредбу о формирању Четничке команде, са седиштем у Петроварадинској тврђави, у Новом Саду. За команданта је постављен бригадни генерал Михаило С. Михаиловић, искусни герилац из балканских ратова и са Солунског фронта, бивши командант Школе за резервне официре пешадије.
Већ 10. јула 1940, новом уредбом министра војске и морнарице, назив команде је промењен у Јуришна команда. Урађено је то на захтев потпредседника владе, Др Влатка Мачека из Хрватске сељачке странке. Он је овај назив, који је асоцирао на четничка удружења, сматрао изразом великосрпских аспирација и увредом за хрватски народ.
Уредбом министра војске и морнарице од 1. априла 1941. године, поново је враћен назив Четничка команда.

## Задаци
Четника команда је била независна од армијских области и потчињена директно Министарству војске и морнарице, односно генералштабу. Командант Четничке команде је имао статус команданта армијске области.
Задатак четничке команде је био двојак. Са једне стране, њене јединице требало је да преузму на себе специјална дејства у непријатељској позадини, од обавештајних до диверзантских. Такође, биле би ангажоване и на борби против непријатељских диверзантских група. Истовремено, требало је да Четничка команда буде носилац герилског рата, у случају да цела југословенска војска, или њени поједини делови, пређе у герилу. У таквој ситуацији би њене јединице кадровски помогле реорганизацију постојећих јединица и њихово прилагођавање герилском ратовању.

## Организација и структура
Било је предвиђено да се под командом четничке команде налази седам четничких батаљона. Сваки батаљон је требало да буде сачињен од штаба, штабног вода, вода за везу, и три чете. До избијања Априлског рата било је формирано шест батаљона, од којих су два имала по три чете, а остала четири по две. Формирање седмог батаљона је почело 1. априла, али није завршено.
Батаљони су били распоређени по армијским областима: 1. у Новом Саду, 2. у Сарајеву, 3. у Скопљу, 4. у Карловцу, 5. у Нишу и 6. у Мостару. Формирање 7. батаљона је започето у Краљеву.
Организација батаљона је била прилагођена самосталном дејству, тако да су они у свом саставу имали комору, куваре и оружаре. Водови су били мали (по 20 људи) и нису били подељени на одељења, него на тројке на челу са капларима. Тако је сваки вод формацијски имао једног официра, једног подофицира, шест каплара и 12 војника. Број официра и подофицира је био већи него у пешадијским јединицама. Формацијски, батаљон је требало да има 21 официра, 18 подофицира и 285 војника и каплара. На челу батаљона је био официр у чину потпуковника или мајора.
Језгро официрског и подофицирског кадра су чинили добровољци, а бројно стање је попуњавано пребацивањем из других јединица, по потребама службе. Сви официри и подофицири су пролазили додатну тромесечну обуку у Четничкој команди. Војнички састав је биран међу војницима пешадијских пукова на подручју армијске области где се налазио четнички батаљон. Команданти батаљона су имали слободу избора официрског кадра и војника.

## Опрема и наоружање
Опрема и униформе четничких јединица су биле прилагођене герилском начину ратовања. Носили су јуришне униформе М1940 које су сашивене за њихове потребе. Карактеристични детаљи су биле ознаке на крагни (црне латице са знаком јуришних јединица, мртвачком главом са укрштеним костима). Официри и подофицири су носили црне калпаке од астрахана или јагњеће коже, са кићанком. Обућа ових јединица су биле планинске ципеле, које су биле нешто лакше од оних за припаднике планинских јединица, али су као летња обућа били предвиђени и опанци црногорско-херцеговачког стила.
Основно оружје је био карабин који је посебно конструисан за ове јединице, М1924ЧК који је користио стандардну пушчану муницију југословенске војске, 7,92×57 mm. Уз карабин је долазио и јуришни нож са двостраним сочивом и металном канијом, на којој се налазио амблем четничких јединица. Овај нож је урађен по угледу на четничке ножеве из балканских ратова, а могао је да се користи и као бајонет. Поред тога, припадници ових јединица су носили и различите врсте офанзивних и одбрамбених бомби. Официри и подофицири су носили стандардне војно-државне пиштоље југословенске војске, М1910/22.
Четничке јединице нису биле опремљене тежим наоружањем које је било у саставу других пешадијских јединица (пушкомитраљези, митраљези, минобацачи). У САД је за потребе ових јединица купљено 100 аутомата Томпсон М1928, али ти аутомати нису стигли на време. Исто се односи и на пиштоље Маузер Ц96 са дрвеном футролом/кундаком које је требало да добију официри и подофицири. Формацијски су у јединицама постојале и противтенковске патроле које никада нису добиле противтенковске пушке.
Четничке јединице су биле снабдевене одговарајућим количинама минских и експлозивних средстава. Као и све јединице југословенске војске, имале су проблем са средствима везе. Сваки батаљон је имао и три мотоцикла са приколицама Циндап, као и 8 гумених чамаца немачке производње.
Комора батаљона је у мирнодопским условима имала две коњске запреге са колима и три товарна коња, а у ратним 101 товарног коња.

## Учешће у Априлском рату
Подаци о учешћу четничких јединица у Априлском рату су веома оскудни. Четничка команда је одмах на почетку рата пребачена у околину Краљева, да би преко Ужица и Горажда стигао до Сарајева, где га је затекла капитулација. Том приликом су се предали и остаци другог и седмог батаљона.
Први батаљон је 11. априла организовао одбрану прелаза преко Саве, код Раче. Следећег дана је пребачен на одбрану аеродрома у Бијељини. Тамо се сукобио са Немцима, који су извели падобрански десант. Претрпео је велике губитке, али је одолевао нападу док нису пристигле немачке тенковске јединице. Командант батаљона, мајор Миодраг Палошевић је са неколико официра, подофицира и војника избегао заробљавање и придружио се остацима јединице пуковника Драже Михаиловића.
Други батаљон је рат провео у повлачењу.
Трећи батаљон је бранио улаз у Качаничку клисуру, али је после продора немачких оклопних јединица разбијен. Његови остаци су се предали 12. априла.
Четврти батаљон је рат дочекао у Бјеловару и био је углавном састављен од војника хрватске националности. Већ 10. априла се, под утицајем усташке пропаганде, предао Немцима.
Пети батаљон је на почетку рата налазио у Нишу. Био је у саставу здруженог одред који је покушавао да заустави надирање Немаца из правца Пирота. Под борбом се повлачио до Краљева, где је 14. априла заробљен.
Шести батаљон 4. априла пребачен из Мостара у Младеновац. Дана 9. априла је пребачен у Тополу, а сутрадан му је наређено да заведе ред у Крагујевцу, одакле се југословенска војска у нереду повукла, а да након тога организује одбрану града. На путу за Крагујевац се сусрео са коњичким ескадроном који је панично бежао пред немачким тенковским јединицама. То је присилило батаљон на повлачење. Међутим, заштитница која је остављена да штити повлачење је пружила жилав отпор и уништила три тенка. Током ових борби је погинуо командир прве чете, капетан Бранко Животић. Од 10. априла батаљон је био без снабдевања. Предао се Немцима у Горњем Милановцу 15. априла.
Седми батаљон је практично у свом саставу имао само једну чету. Заједно са противавионским дивизионом Штаба Врховне команде, борио се 12. и 13. априла против Немаца у пределу Зворника. Том приликом је уништено неколико немачких камиона и тенкова.
Предајом Четничке команде и остатака 2. и 7. батаљона у Сарајеву, 18. априла, завршено је ратно дејство ових јединица. Оне су у одређеним моментима пружиле жилав отпор и претрпеле велике губитке, али нису битније утицале на ток рата. Мада су биле елитне јединице Југословенске војске, није их мимоишао распад јединица по националним шавовима и опште расуло. Априлски рат је трајао прекратко да би ове јединице могле да почну са герилском борбом у непријатељској позадини, или да помогну трансформацију регуларних јединица југословенске војске у герилске одреде.

## О називу
У периоду од 10. јула 1940. до 1. априла 1941. године званични назив ових јединица је био Јуришна команда, односно јуришни батаљони. У пракси су их и даље сви називали четничким јединицама.